# Viola reichei
Viola reichei är en violväxtart som beskrevs av Carl Skottsberg. Viola reichei ingår i släktet violer, och familjen violväxter. Inga underarter finns listade i Catalogue of Life.